# Garra rezai
Garra rezai — вид риб родини коропових (Cyprinidae). Описаний у 2022 році.

## Поширення
Ареал виду розділений на дві досить віддалені частини у басейні річки Тигр. Вид поширений в річці Чуман, притоці Малого Забу в Ірані, а також у верхів'ї річки Янарсу в Туреччині.

## Опис
Він відрізняється від своїх родичів у групі видів Garra variabilis двома парами вусиків, добре розвиненим ментальним диском, 35–40 лусками вздовж бічної лінії, 15–19 лусками вздовж переддорсальної середньої лінії та 15–18 циркумпедункулярними лусками.